# Ellef Ringnes

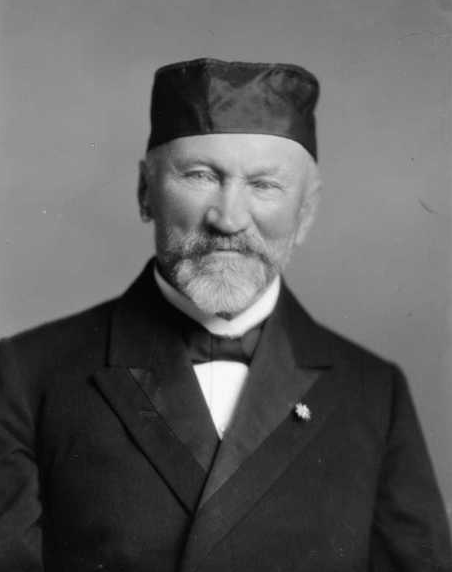
Ellef Ringnes (1920)

Ellef Ringnes (* 25. Oktober 1842 in Krødsherad; † 15. März 1929 in Oslo) war ein norwegischer Unternehmer und Mäzen. Er ist unter anderem bekannt für seine finanzielle Unterstützung der Polarforscher Fridtjof Nansen und Otto Sverdrup.

## Leben
Ellef Ringnes wurde 1842 als Sohn des Landwirts Anders Knudsen Ringnes (1813–1875) und dessen Frau Maren Amundsdatter (1815–1876) geboren.
Ringnes begann seine berufliche Laufbahn mit 18 Jahren als Handlungsreisender der Christiania-Brauerei. 1876 gründete er gemeinsam mit seinem älteren Bruder Amund Ringnes und dem Finanzier Axel Heiberg die Brauerei Ringnes & Co. Ellef hatte die kaufmännische Leitung inne, während sein Bruder für die Produktion zuständig war. Von 1882 bis 1896 saß er im Stadtrat von Christiania, dem heutigen Oslo. 1894 wurde er in die Wissenschaftliche Gesellschaft zu Christiania (Videnskabsselskabet i Christiania) berufen, der heutigen Norwegischen Akademie der Wissenschaften. Ellef Ringnes war 1896 Mitbegründer der Holmenkollenbahn.
Gemeinsam mit Axel Heiberg und dem Reeder Thomas Fearnley (1841–1927) sammelten die Brüder Ringnes private Spenden für Nansens Fram-Expedition von 1893 bis 1896. Die Firma Ringnes & Co. spendete allein 6.000 Kronen. Wiederum mit Heiberg finanzierten Amund und Ellef Ringnes die Zweite Fram-Expedition 1898–1902 unter Kapitän Otto Sverdrup. Von den Gesamtkosten von 216.000 Kronen übernahm das norwegische Parlament 20.000. Den Rest teilten sich die Sponsoren zu gleichen Teilen. Die Expedition führte zu umfangreichen geographischen Entdeckungen in der kanadischen Arktis (etwa 150.000 km²). Sverdrup benannte die drei größten der neu entdeckten Inseln Amund-Ringnes-, Ellef-Ringnes- und Axel-Heiberg-Insel. 
Für seine Verdienste wurde Ellef Ringnes mit dem Sankt-Olav-Orden dekoriert (Ritterkreuz 1896, Kommandeur 1901, Kommandeur mit Stern 1908).
Ellef Ringnes war seit dem 30. Juni 1869 mit Karen Tonette („Kaja“) Maartmann (1851–1934) verheiratet, der Tochter des Kaufmanns und Parlamentariers Knud Geelmuyden Fleischer Maartmann (1821–1888). Das Paar hatte 14 Kinder.